# Spermophagus
Spermophagus là một chi bọ cánh cứng trong họ Chrysomelidae.

## Các loài
- Spermophagus calystegiae (Luk'yanovich & Ter-Minasyan, 1957)
- Spermophagus canus Baudi, 1886
- Spermophagus caricus Decelle, 1982
- Spermophagus caucasicus Baudi, 1886
- Spermophagus decellei Borowiec, 1985
- Spermophagus heydeni Allard, 1868
- Spermophagus kuesteri Schilsky, 1905
- Spermophagus lindbergorum Decelle, 1975
- Spermophagus perpastus (Lea, 1899)
- Spermophagus pubiventris Baudi, 1886
- Spermophagus sericeus (Geoffroy, 1785)
- Spermophagus variolosopunctatus Gyllenhal, 1833
- Spermophagus wittmeri Borowiec, 1985